# 古斯塔夫二世·阿道夫
古斯塔夫二世·阿道夫（Gustav II Adolf，1594年12月9/19日—1632年11月6/16日,（O.S./N.S.），瑞典王國瓦薩王朝國王，生於斯德哥爾摩，即位後旋即與神聖羅馬帝國在三十年戰爭中相爭，於戰中御駕與天主教聯軍多次對壘，卻於呂岑會戰時不幸陣亡。他是歷代瑞典國王中唯一被國會封為「大帝」（den store）者，亦被新教徒敬稱為「北方雄獅」。而他在17世紀就提出超前的聯合作戰理念，即陸軍與海軍協同進攻，並讓兩軍由一個統一的指揮部進行協調指揮，這種作戰方式讓當時的瑞典在許多戰役中獲勝。

## 生平

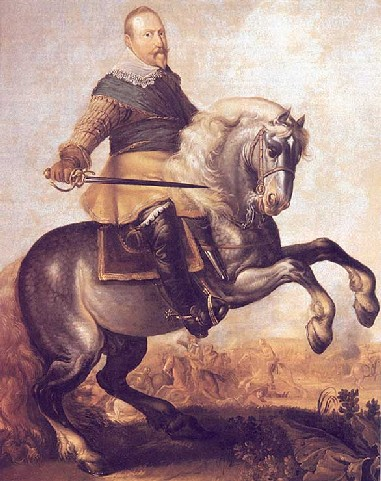
北方雄狮古斯塔夫二世大帝在著名的转折点布賴滕費爾德戰役对阵約翰·蒂利

古斯塔夫二世於1594年出生，堂兄瑞典国王吉斯蒙德篤信天主教，當時擔任國家攝政的父親卡爾九世藉助瑞典教會的勢力，並在1604年被國會擁立即位，奠定了新教在瑞典的堅實地位，1611年卡爾九世駕崩後由古斯塔夫二世繼位。
古斯塔夫二世於繼位後隨即帶領瑞典挑戰北歐國家丹麥-挪威，史稱卡爾馬戰爭（1611-1613年），但最終還是敗給丹麥-挪威，他承認丹麥-挪威的確在北歐擁有作戰優勢，之後他帶領瑞典參與三十年戰爭（1618年5月23日-1648年10月24日），讓瑞典一瞬間成為北歐霸主。
1620年古斯塔夫二世娶勃蘭登堡選帝侯的女兒勃蘭登堡的瑪麗亞·埃萊奧諾拉為妻，並以普魯士的埃爾賓（Elbing，今波蘭埃爾布隆格）為他在德意志戰鬥的基地。
古斯塔夫二世於在位期間建立了哥德堡和其他一些小城，又在愛沙尼亞的塔爾圖創建塔爾圖大學，當時瑞典的三大城市是里加（今拉脫維亞首都）、斯德哥爾摩和塔林（今愛沙尼亞首都）。今日的斯德哥爾摩和哥德堡都有古斯塔夫·阿道夫廣場，以紀念這位君主。
古斯塔夫二世以擅長靈活運用野戰炮兵著稱，且注重主動進攻，比一般線性作戰更强調機動性。他所領導的裝備滑膛槍的火槍手射擊準確，裝填火藥的速度比當時他國士兵快三倍，現代軍校把這稱為優勢火力，因此「西方兵聖」卡爾·馮·克勞塞維茲與法國皇帝拿破崙一世都把古斯塔夫二世尊為自古以來最偉大的統帥之一，他堅持不懈且親近手下官兵，為此他所獲得的威望甚鉅。
古斯塔夫二世热衷于亲临前线率軍進行衝鋒，颈部、喉部及腹部都受过槍傷，有一发子弹留在他颈部靠近脊椎的地方，因此他不能穿常见的金属胸甲，因胸甲壓迫槍傷會導致產生劇痛。古斯塔夫二世在呂岑會戰中佩戴的是輕便的生皮盔甲，这副皮甲现在陈列在斯德哥爾摩王宫的軍械展覽廳（Livrustkammaren）。
古斯塔夫二世年轻时曾化名「嘎斯」（GARS）上尉微服遊历欧洲各地，目的是遊學和刺探「潜在的盟友和敌国」情報，嘎斯这个名字是拉丁语「瑞典国王古斯塔夫阿道夫」（Gustavus Adolphus Rex Sueciae）的首字母缩写。
古斯塔夫二世是一个受啟蒙高度影響的统治者，他严格控制瑞典贵族并扶持工商阶级对抗贵族阶级。
1630年6至7月，瑞典軍事介入薩克森選侯國的三十年戰爭，古斯塔夫二世開始遠征德意志北部時只有4000名官兵，但他很快鞏固新教徒的勢力範圍。
7月6日，他率軍在奥得河口的乌瑟多姆岛進行登陸，很快就占领什切青一带，此次登陸作戰行動讓天主教軍完全猝不及防。
1631年9月，甚至在薩克森盟軍逃陣的情況下，古斯塔夫二世率軍在第一次布賴滕費爾德戰役中重創當時橫霸薩克森的天主教軍，蒂利伯爵的軍隊損失慘重，蒂利本人负伤南逃，全欧知此消息後为之震动。而这也是线式战术首次在欧洲战场上被运用。这次瑞典軍勝利促使他計劃入侵餘下的神聖羅馬帝國。同年冬天，瑞典軍连陷莱比锡、阿尔夫特及法兰克福。
1632年3月，古斯塔夫二世率軍入侵巴伐利亞並在莱希河戰役中迫使天主教軍撤退，蒂利在此役中再次受伤，不久後便過世。之后瑞典又连陷奥格斯堡、慕尼黑及纽伦堡，這是三十年戰爭瑞典軍的巔峰。同年夏天，他嘗試尋找政治上的解決方案，從而同時保証已存的德意志諸侯架構和新教徒的利益，但達成這個方針依賴著他在戰場上的成功。
4月，神聖羅馬帝國重新任命曾击退丹麦軍的名将華倫斯坦，他复出后第一件事就是揮軍進攻瑞典盟友薩克森，頃刻即攻克其首都萊比錫。
9月，古斯塔夫二世率军向奥地利方向佯攻，企图調虎離山引開帝國軍主力，但不巧被華倫斯坦識破，反而乘机直撲萨克森軍，試圖切断瑞典軍的補給线以迫使他率軍回援。
11月6日，双方在莱比锡西侧的呂岑遭遇，在呂岑會戰的關鍵時刻，古斯塔夫率領騎兵衝鋒入一片濃霧和硝煙中，與主力部隊分散後陣亡。
古斯塔夫二世過世後，妻子瑪麗亞·埃萊奧諾拉先後把他的遺體和心臟留在她的城堡，時間長達一年多。現在他的遺體（包括心臟）安葬在斯德哥爾摩的騎士島教堂。 
古斯塔夫二世駕崩後，瑞典議會于1633年二月決定賦予他「大帝」（den Store）的最高殊榮，從此被尊稱為“古斯塔夫·阿道夫大帝”（Gustav Adolf den Store），至今仍未有其他瑞典君主能再度獲得此無上榮譽。

## 時間線
- 1626年7月，波蘭-瑞典戰爭中古斯塔夫二世率軍進入普魯士波羅的斯克。
- 1627年8月18日，古斯塔夫二世於特切夫會戰中身負重傷。
- 1630年5月，古斯塔夫二世率軍進入波美拉尼亞，7月6日他率軍登陸德意志。
- 1631年9月，布賴滕費爾德戰役中，即使新教聯軍的薩克森軍隊逃陣，但古斯塔夫二世率領的瑞典軍隊仍大勝蒂利率領的天主教軍隊。
- 1632年3月，萊希河戰役中，古斯塔夫二世率領的瑞典軍隊再次大敗蒂利率領的天主教軍隊，蒂利因傷去世。
- 1632年4月，赖恩戰役。
- 1632年5月，天主教軍隊於慕尼黑向瑞典軍隊投降。
- 1632年7月-9月，古斯塔夫在紐倫堡圍城戰慘敗。
- 1632年9月，古斯塔夫二世率軍攻入瓦倫斯坦控制的Alte Feste堡壘但被擊退，且新教聯軍的一些僱傭兵變節。
- 1632年11月，古斯塔夫二世於呂岑會戰中陣亡。在《威斯特伐利亚和約》簽訂前，瑞典戰爭所得由Horn、Banér、Torstensson將軍和阿克塞爾·奧克森謝納大法官守衛。

每年11月6日，瑞典都會紀念古斯塔夫二世，當天會賣國王的巧克力獎牌，一種特別糕點，而這天也是瑞典官方國旗日。

## 軼事
古斯塔夫二世於1626年下令建造一艘戰艦，為紀念瓦薩王朝的盛世，因此將這艘戰艦取名為瓦薩號。
1626年到1628年進行建造，但由於在建造期間古斯塔夫二世一直因各種理由要求艦體改建、內部改建、增加艦上裝備物品等，導致已安放龍骨的瓦薩號在龍骨拉長後骨架嚴重變形，後來造船廠的工人只能在艦體可承受範圍不斷進行補強工程。
1628年8月10日，瓦薩號從其建造地下水揚帆起航，但在航行了不到1海里（瓦薩沉船博物館記載為1500公尺）後便直接進水沉沒，當時在船內的三十位船員也因無法逃難跟著一同喪生。

## 流行文化
- 古斯塔夫二世·阿道夫是Eric Flint的小说《1632》的重要配角。
- 瑞典著名重金属音團乐队Sabaton于2012年发行以瑞典帝國兴亡为主题的专辑《Carolus Rex》，其中一首"The Lion From The North"讲述了古斯塔夫二世·阿道夫的傳奇生平。

## 參看
- 瑞典歷史

| 古斯塔夫二世·阿道夫瓦薩王朝出生于：1594年12月9日逝世於：1632年11月6日 | 古斯塔夫二世·阿道夫瓦薩王朝出生于：1594年12月9日逝世於：1632年11月6日 | 古斯塔夫二世·阿道夫瓦薩王朝出生于：1594年12月9日逝世於：1632年11月6日 |
| 統治者頭銜                                                            | 統治者頭銜                                                            | 統治者頭銜                                                            |
| --------------------------------------------------------------------- | --------------------------------------------------------------------- | --------------------------------------------------------------------- |
| 前任： 卡尔九世                                                       | 瑞典国王 1611年—1632年                                                | 繼任： 克里斯蒂娜                                                     |